# Ще се лее кръв
„Ще се лее кръв“ (на английски: „There Will Be Blood“) е американски драматичен филм от 2007 година, режисиран от Пол Томас Андерсън по негов собствен сценарий, базиран на отделни мотиви от романа на Ъптон Синклер „Петрол“. Главната роля се изпълнява от Даниъл Дей-Люис, който получава за нея награди Оскар и Златен глобус за главна мъжка роля. Оскар за филма получава и операторът Робърт Елсуит.

## В ролите
| Изпълнител       | Роля                     |
| ---------------- | ------------------------ |
| Даниъл Дей-Люис  | Даниел Плейнвю           |
| Пол Дано         | Пол Сандей / Илай Сандей |
| Кевин О’Конър    | Хенри                    |
| Киърън Хайндс    | Флетчър Хамилтън         |
| Дилън Фрезиер    | Младия H.W. Плейнвю      |
| Ръсел Харвард    | Възрастния H.W. Плейнвю  |
| Сидни Макалистер | Младата Мери Сандей      |
| Колин Фой        | Възрастната Мери Сандей  |
| Давид Уилис      | Ейбъл Сандей             |
| Ханс Хаус        | Уилям Бънди              |